# José Isidro Guerrero Macías
José Isidro Guerrero Macías (Irapuato, Estado de Guanajuato, 31 de maio de 1951 - Culiacan, 23 de fevereiro de 2022) foi um clérigo mexicano e bispo católico romano de Mexicali.
José Isidro Guerrero Macías recebeu o Sacramento da Ordem em 22 de abril de 1973 na Catedral de Culiacan. De 1967 a 1972 estudou filosofia no Seminário do Arcebispo de Guadalajara e de 1978 a 1980 teologia pastoral e moral na Pontifícia Universidade Lateranense e na Alfonsiana de Roma. Ele também estudou Arqueologia Sagrada em Israel e completou vários cursos para formadores de seminário no Conselho Episcopal Latino-Americano (CELAM).
Desde 1984 ocupou vários cargos na Diocese de Culiacán, incluindo padrinho vocacional pastoral, membro do presbitério e conselho pastoral e professor no Seminário de Culiacán. Foi também cooperador na paróquia de Badiraguato, capelão na paróquia de San Rafael em Culiacán e capelão de várias comunidades religiosas.
Em 31 de maio de 1997, o Papa João Paulo II o nomeou Bispo de Mexicali. O núncio apostólico no México, Dom Justo Mullor García, o consagrou em 17 de setembro do mesmo ano; Os co-consagradores foram o Arcebispo de Hermosillo, José Ulises Macías Salcedo, e o Bispo de Culiacán, Benjamín Jiménez Hernández.
Na Conferência Episcopal Mexicana (CEM) foi membro das Comissões Episcopais para a Evangelização e Catequese (1997-2000; 2003-2006) e para os Seminários e Vocações (1997-2000) e Deputado para a Região Noroeste. De 2006 a 2009 e de 2009 a 2012 foi o representante da CEM para a província eclesiástica da Baixa Califórnia.
O Bispo Guerrero Macías, conhecido como Padre Chilo, morreu em fevereiro de 2022, aos 70 anos, como resultado de uma infecção por SARS-CoV-2.